# معبد گیوکوسن
معبد گیوکوسن (به ژاپنی: 玉泉寺 Gyokusen-ji) یک معبد کوچک متعلق به آیین بودایی در شیمودا، شیزوئوکا در ژاپن است.

## تاریخ
تاریخ دقیق تأسیس معبد گیوکوسن نامشخص است، اما سوابق معبد نشان می‌دهد که این فرقه در اصل یک فرقه شینگون بوده‌است که در دوره تنشو به فرقه سوتو (فرقه ذن) تبدیل شده‌است. (۱۵۷۳–۱۵۹۲).

### اولین کنسولگری آمریکا در ژاپن
هوندوی (سالن اصلی) فعلی معبد در سال ۱۸۴۸ ساخته شد، اما بلافاصله پس از اتمام آن توسط شوگون سالاری توکوگاوا برای استفاده به عنوان محل اقامت بازدید کنندگان خارجی از شیمودا، شیزوئوکا در هنگام مذاکرات برای پایان دادن به سیاست انزوای ملی ژاپن (ساکوکو) مورد استفاده قرار گرفت. این مکان محل اقامت افسر ناو آمریکایی کشتی سیاه، متیو سی. پری بود همچنین مقامات ژاپنی اجازه دادند اجساد ملوانان مرده آمریکایی در قبرستان این معبد دفن شود. معبد گیوکوسن محل اقامت هیأتی از روس‌ها تحت فرماندهی معاون دریاسالار یفیمی پوتیاتین بود، که در اواخر سال ۱۸۵۴ هنگام سونامی بعد از زمین‌لرزه‌های بزرگ آنسی ناوگان وی را نابود کرد مجبور به اقامت در شیمودا شد. این معبد در طی سری دوم و سوم مذاکرات بین شوگون سالاری توکوگاوا و امپراتوری روسیه مورد استفاده قرار گرفت این مذاکرات به عقد عهدنامه شیمودا در سال ۱۸۵۵ منجر شد.
پس از آنکه عهدنامه کاناگاوا از لحاظ نظری دروازه‌های ژاپن را به دنیای خارج گشود، گروهی از بازرگانان آمریکایی به شیمودا وارد شدند و بدون موفقیت تلاش کردند روابط تجاری خود را با ژاپن آغاز کنند - مسئله ای که هنوز با معاهده حل نشده بود. این گروه در معبد گیوکوسن اقامت داشتند. این اقامت پس از عزیمت روسها تا زمان ورود تاونسند هریس، اولین سرکنسول آمریکا به ژاپن در سال ۱۸۵۶ ادامه داشت.
این معبد اتاق‌هایی را که توسط تاونسند هریس و هنری هیوسکن استفاده می‌شد به عنوان «موزه تاونسند هریس» مورد بازدید قرار داده‌است.

### یادبودهای دیگر
بنای یادبود اولین گاوی که در ژاپن برای مصرف انسان ذبح شد.
هریس به مدت دو سال و ده ماه در معبد اقامت داشت و در طول اقامت خود، درخواست کرد که ژاپنی‌ها شیر و گوشت گاو برای او تهیه کنند.
امروز معبد گیوکوسن دارای بنای یادبودی است که با تصویر گاو تزئین شده‌است و این معبد ادعا می‌کند محلی برای کشتن اولین گاو ذبح شده در ژاپن برای مصرف انسان است. در تابلوی انگلیسی زبان آن آمده‌است:
"این بنای تاریخی، که در سال ۱۹۳۱ توسط قصابان توکیو برپا شده، نقطه ای است که اولین گاو در ژاپن برای مصرف انسان ذبح شده‌است. (توسط هریس و هنری هیوسکن خورده شده‌است)".
از دیگر یادبودها می‌توان به بزرگداشت معبد به عنوان زادگاه تولید شیر ژاپن و دیگری به یادبود رئیس‌جمهور جیمی کارتر در سال ۱۹۷۹ اشاره کرد.